# Burg Feuerstein

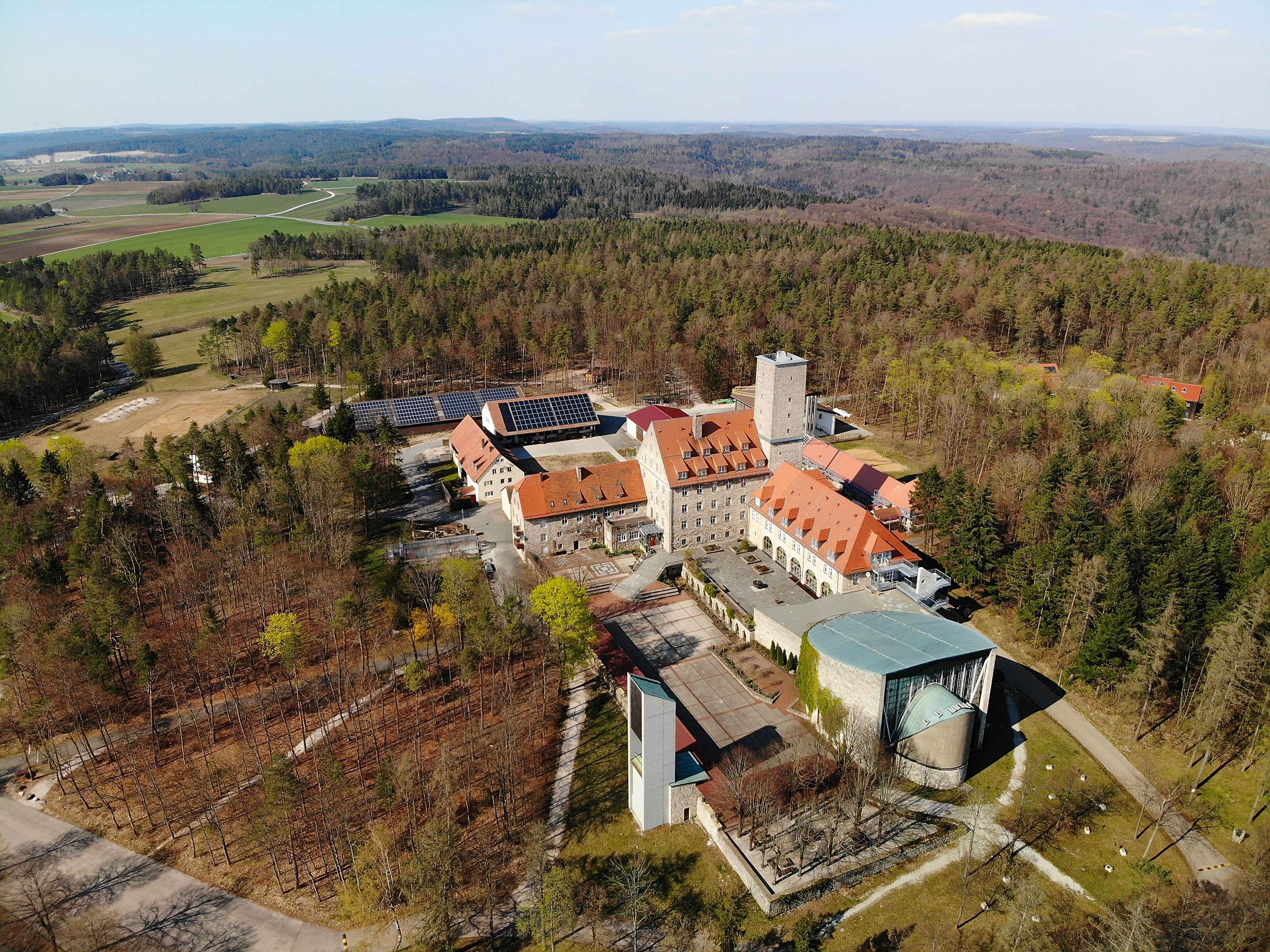
Luftaufnahme Burg Feuerstein (2020)

Burg Feuerstein, ein neuzeitliches Bauensemble im Stil einer Burg, liegt am Rand der Langen Meile bei Ebermannstadt im Landkreis Forchheim. Sie wurde 1941 von Oskar Vierling als Labor zur Forschung in der Hochfrequenztechnik und Elektroakustik erbaut, in dem bis 1945 250 Angestellte zur Forschung an Waffen- und Kommunikationstechnik im Rahmen der deutschen Kriegsrüstung des Zweiten Weltkriegs beschäftigt waren.
Zum Kriegsende von amerikanischen Soldaten beschlagnahmt, wurde die Burg 1946 vom Erzbistum Bamberg unter der Leitung von Jupp Schneider gepachtet und 1949 erworben. Seitdem dienen die Burg und das gesamte Areal als katholische Jugend- und Begegnungsstätte.

## Geschichte
Oskar Vierling war auf der Suche nach einem zentral gelegenen Standort für seine Laboratorien. Die Wahl fiel auf den Berg mit dem Flurnamen Feuerstein. Die Bauform einer Burg entsprach dem Bild der Fränkischen Schweiz und wurde auch aus Tarnungsgründen gewählt. Während des Krieges war sie als Sanitätseinrichtung getarnt (rotes Kreuz aus Ziegeln am Dach), allerdings beherbergte die Burg tatsächlich ein Labor für geheime Rüstungsprojekte der Nationalsozialisten. Nach Kriegsende wurde sie verlassen, Baupläne und Dokumente wurden vernichtet. Allerdings fiel dem Kryptografie-Historiker Norbert Ryska 2011 ein Dokument der amerikanischen Spezialeinheit Ticom (Target Intelligence Committee) in die Hände, das die Arbeit Vierlings auf der Burg Feuerstein genauer beschreibt. Demnach arbeitete Vierling im Auftrag der Nazis an Sprachverschlüsselungsmethoden, akustischen Torpedolenkungen, akustischen Zündungen von Minen, Anti-Ortungs-Technik für U-Boote sowie in der Radio- und Elektrotechnik.
Ein Relikt aus der Bauzeit ist der heutige Weinkeller, früher ein begehbarer Safe mit einer zehn Zentimeter starken Stahltür. Der Reiz der Burg geht nicht von einem mittelalterlichen Ursprung aus, sondern von der Baugeschichte in der Kriegszeit und ihrem jungen Alter.
Die Burg wurde durch Schlafraumanbauten, einen Speisesaal, Freizeitmöglichkeiten (Kegelbahn, Tischtennis, Volleyball, Hartplatz, Sportplatz), Tagungsräume, Zeltplätze, Landwirtschaft, einen Reitstall und einen Segelflugplatz erweitert. Heute ist die Burg Feuerstein ein modernes Jugendhaus der Diözese Bamberg.
1999 wurde die Sternwarte Feuerstein 500 m südlich des Flugplatzes Burg Feuerstein gegründet, deren Namen von der Burg übernommen wurde. Der Turm der Burg wird von der Sternwarte als Richtfunk-Relaisstation zur Verbindung mit der Stadt Ebermannstadt im Tal genutzt. Auf diese Weise erfüllt der von Vierling errichtete Turm zum Test der ersten Richtfunkstrecke noch den damals geplanten Zweck. Etwa 1,5 Kilometer nördlich der Burg wurde hierfür der „Kleine Feuerstein“, das heutige Pfadfinderhaus Lindersberg errichtet. 

## Die Kirchen
1961 wurde die Kirche Verklärung des Herrn geweiht. Sie besteht aus drei Kirchenräumen, der Krypta, der Unterkirche und der Oberkirche. Die Krypta ist durch Treppen von der Unterkirche aus erschlossen und nur sparsam beleuchtet. Darin befinden sich das ewige Licht und der Tabernakel. An den Seiten des Tabernakels stehen zwölf Kerzenleuchter als Symbol für die Apostel.
Die Unterkirche ist Maria, der „Mutter der Weisheit“ geweiht, dort steht ein Altar, dahinter befindet sich ein Wandbild mit der Darstellung der Lauretanischen Litanei. Die Glasfenster sind dunkel gehalten und zeigen auf der einen Seite einen Raubtierkopf, Feuer, gebrochene Ähren und den Sensenmann und auf der anderen den Menschen, einen Regenbogen, die Sonne und Engelsflügel. Sowohl das Wandbild als auch die Fenster sind Arbeiten des Kunstmalers Alfred Heller aus Bamberg. Nach dem Verlassen der Unterkirche führt der Weg an Fenstern vorbei, die Grundhaltungen der christlichen Spiritualität darstellen: Oratio – Meditatio – Contemplatio.
Die Oberkirche wurde unter der Bauleitung des Architekten Heinzmann und des Dombaumeisters Schädel errichtet. Sie wurde 1961 geweiht und nahm baulich eine von der Liturgiereform des ein Jahr darauf beginnenden Zweiten Vatikanischen Konzils eröffnete Möglichkeit vorweg: Der Altar ist so in den Kirchenraum eingerückt, dass der Priester die Messe den Gläubigen zugewandt liest. Die große Glaswand zeigt auf der rechten Seite den brennenden Dornbusch (Ex 3,1–6 ) und auf der linken Seite das Opfer des Elias (1 Kön 18,1–40 ). Die Glaswand ist eine Arbeit des Glasmalers Georg Meistermann. Der Kreuzweg wurde 2005 von Jugendlichen gestaltet.